# Baracs
Baracs (hongrois : Baracs [ˈbɒrɒt͡ʃ]) est une localité hongroise située dans le comitat de Fejér.

## Histoire
Dans la partie de la commune appelée Apátszállás, des fouilles ont mis au jour un cimetière datant de l’époque d’Árpád ainsi que les vestiges d’une église. Les pierres de ces ruines ont été réutilisées pour la construction de l’église actuelle du village vers 1850.
Le nom de Baracs apparaît pour la première fois dans un document officiel en 1276 sous la forme Boroch. Il est probable que la famille noble Baracs tire son origine de ce lieu. Parmi ses membres, on trouve Barlcus, un riche seigneur dont l’épouse, Gyung, fille du comte (comes) Myske, mentionne Baracs dans son testament rédigé en 1276, en lien avec son douaire situé à Vámos (comitat de Veszprém).
On suppose également que Jajab, un noble d'origine servile (udvarnok), y résidait. Le roi Ladislas IV de Hongrie l’anoblit en 1281 en lui accordant des vignes situées sur les hauteurs de Baracs.
Au XVIIIe siècle, le territoire de Baracs était la propriété de la famille Paksy.
Le village a vu naître Károly Korniss, qui servit comme lieutenant lors de la révolution hongroise de 1848-1849.
Baracs s’est constitué en village indépendant au début du XXᵉ siècle à partir de plusieurs fermes et domaines agricoles. Le domaine de Madame Antal Széchenyi fut morcelé au début du siècle. Entre 1926 et 1928, une église à trois cloches fut construite à Apátszállás.
Dans les années 1940, le village fit l’objet d’un programme de colonisation visant à en faire une commune autonome. Des familles d’agriculteurs, souvent nombreuses, s’y installèrent et reçurent terres et logements de la part de l’État hongrois. En septembre 1943, un train spécial amena les premiers colons originaires des comitats de Borsod et Heves vers Apátszállás, sur les terres de l’ordre cistercien d’Előszállás.
Après la Seconde Guerre mondiale, les habitants de Baracs furent intégrés dans des coopératives agricoles (Mg. Tsz.). De l’ancienne coopérative Béke Mg. Tsz., fondée à Baracs, est issue en 2002 la société AGROBARACS Zrt., qui exploite environ 1 650 hectares de terres arables, 170 hectares de prairies et 90 hectares de forêts. L’entreprise se spécialise également dans l’élevage porcin et bovin.

## Population

### Minorités culturelles et religieuses
Lors du recensement de 2011, la grande majorité des habitants de Baracs, soit 84,3 %, se déclaraient hongrois. Les minorités les plus représentées étaient les Allemands (1,1 %), les Roms (0,5 %) et les Roumains (0,6 %), tandis que 15,5 % des habitants n’ont pas souhaité préciser leur appartenance ethnique. En raison des identités multiples, le total peut dépasser 100 %.
Sur le plan religieux, 32,9 % de la population se revendiquait de confession catholique romaine, 4,2 % réformée, 1 % évangélique et 0,4 % catholique grecque. Les personnes se déclarant sans appartenance religieuse représentaient 31,7 % de la population, tandis que 27,7 % des habitants n’ont pas répondu à cette question.
En 2022, la proportion de personnes s’identifiant comme hongroises a légèrement augmenté, atteignant 89,1 %, tandis que les Allemands représentaient 0,7 %, les Roms 0,5 % et les Roumains 0,4 %. De plus petites communautés serbes, polonaises, slovènes, slovaques et croates étaient également présentes, chacune ne dépassant pas 0,1 % de la population. Environ 2,6 % des habitants ont déclaré appartenir à une autre nationalité étrangère, et 10,8 % n’ont pas souhaité répondre.
L’appartenance religieuse a connu une évolution, avec une baisse de la part des catholiques romains, qui représentaient 20 % de la population en 2022. Les réformés comptaient pour 3,7 %, les évangéliques pour 1,1 % et les catholiques grecs pour 0,7 %. D’autres groupes plus restreints incluaient les orthodoxes (0,1 %), ainsi que diverses autres confessions chrétiennes. Le nombre de personnes se déclarant sans religion a atteint 29,3 %, tandis que 42,6 % des habitants n’ont pas souhaité répondre.

## Équipements

### Éducation
L’école maternelle de Baracs a ouvert ses portes en 1954. L’actuelle école primaire et école d'art Széchenyi Zsigmond propose des enseignements en danse folklorique, musique et arts plastiques. Son ancien nom était école primaire d’Apátszállás, avant d’être renommée en 1998 en hommage à Széchenyi Zsigmond, avec l’accord de la veuve du comte. Elle regroupe également administrativement les écoles élémentaires d’Előszállás et de Kisapostag.
La bibliothèque municipale de Baracs couvre une superficie de 90 m². En 2018, l’école a célébré son 70ᵉ anniversaire, tandis que la nouvelle maternelle du village a été inaugurée le 11 juillet 2018.
Depuis 1998, le centre d'accueil de jour pour personnes âgées héberge également le service de protection de l'enfance de la municipalité de Baracs.

### Vie culturelle
Depuis 1997, l’Association des familles nombreuses de Baracs a relancé la tradition du défilé et bal des vendanges, qui se tient chaque année le samedi précédant le deuxième dimanche d’octobre, en lien avec la fête patronale du village. Il s’agit de l’un des événements viticoles les plus prestigieux de la région. Le cortège parcourt un itinéraire de 15 kilomètres jalonné de 15 arrêts, mobilisant entre 15 et 20 chars et calèches, dont certains proviennent des villages alentour. L’événement rassemble également des cavaliers en costume traditionnel (csikósok), ainsi que les deux troupes de danse folklorique du village et des groupes invités, offrant ainsi une parade animée où habitants et visiteurs se joignent aux festivités dans les rues du village.

### Réseaux extra-urbains
La localité est située dans la région de Transdanubie centrale, à l’extrémité sud-est du comitat de Fejér, à environ 5 kilomètres au sud-ouest de Dunaújváros. Elle est accessible depuis la route principale 6 en empruntant la route 6221 en provenance de Budapest, ou la route 62 121 depuis Dunaföldvár. L'autoroute M6 dessert également la localité dans les deux directions. À l’ouest, la route 6228 longe la limite du territoire communal, sans toutefois traverser les zones habitées.

## Économie
Fondée en 2002, l'entreprise Agrobaracs Mezőgazdasági Zrt. est aujourd’hui le principal employeur de la commune. Elle joue un rôle central dans l’économie locale, notamment dans le secteur agricole. À côté de cette activité, le plus grand acteur industriel de Baracs est la société Behán Acélszerkezeti Kft., spécialisée dans la construction métallique, qui emploie environ 120 personnes.
L’industrialisation de Dunaújváros dans les années 1950 a également eu un impact majeur sur l’emploi local. De nombreux habitants de Baracs travaillent dans les grandes entreprises industrielles de la ville voisine, notamment au Dunai Vasmű (aciérie) et à l’usine de production de papier (Papírgyár).
Au fil des dernières décennies, la commune a connu un développement notable avec l’ouverture de nouvelles rues, l’amélioration du réseau routier et la mise en place de plusieurs infrastructures culturelles et sociales. En périphérie, à proximité immédiate de la route principale 6, un restaurant de spécialités de poisson ainsi qu’un aérodrome de loisirs accueillent visiteurs et amateurs d’aviation légère.

## Organisation administrative
La localité est composée de deux parties distinctes : Templomos, moins peuplée, et Apátszállás, qui constitue le centre principal et la zone la plus densément habitée. Chacune de ces localités dispose de son propre code postal : 2426 pour Templomos et 2427 pour Apátszállás.

## Médias
Le journal local, Baracsi Szó, est un mensuel indépendant.

## Tissu associatif
Le club sportif de Baracs, fondé en 1992, a remporté trois titres en catégorie adulte et un en catégorie jeunesse, et a accédé aux championnats départementaux. Il comprend des sections masculines et féminines et évolue en première division du championnat départemental de football.
En parallèle, l'école primaire Zsigmond  Széchenyi joue un rôle actif dans la formation sportive des jeunes. Ses gymnastes, athlètes et joueurs de handball ont obtenu de bons résultats aux niveaux départemental et national, contribuant au dynamisme sportif de la commune.
Chaque année, le 1er mai, Baracs célèbre la Journée des associations (Civil Nap), un événement festif réunissant de nombreuses organisations locales. Au son de la musique, les participants préparent des plats traditionnels dans des chaudrons, cuisinent des crêpes et des beignets (lángos), tandis que les commerces locaux, en tant que sponsors, proposent glaces et boissons. Cette journée est animée par diverses activités et compétitions conviviales, telles que des concerts, des courses de camions, des concours de buveurs de bière ou encore des matchs de football sur sable.